# Зорька белая
Зорька белая (лат. Euchloe ausonia) — вид дневных бабочек семейства белянки (бабочки) (Pieridae).

## Этимология латинского названия
Авзония (топонимическое) — местность в Италии; италинка, латинянка, жительница Авзонии (древнее название Италии).

## Описание
Длина переднего крыла имаго 20—28 мм.

### Самец
Длина переднего крыла 20—25 мм. Усики головчатые, белесоватые. Верхняя сторона крыльев с хорошо заметным продолговатым дискальным пятном, отделенным от костального края узким серым промежутком, и обширным полем чёрного цвета у вершины, содержащим белые пятна. Костальный край переднего крыла с многочисленными мелкими штрихами чёрного цвета. Заднее крыло на верхней стороне белое, на нём просматривается рисунок нижней поверхности. На нижней стороне переднего крыла почти полностью повторяется рисунок верхней стороны, но не в тёмном, а в желто-сером цвете, дискальное пятно здесь чёрное, содержит белый продолговатый штрих. Нижняя сторона заднего крыла с яркими желто-серыми полями неправильной формы на белом фоне. Бахромка белого цвета, с черными штрихами против жилок.

### Самка
Крупнее самца, длина её переднего крыла 26—28 мм. Все элементы крылового рисунка, особенно дискальное пятно переднего крыла, заметно расширены, белые пространства на нижней поверхности заднего крыла обширнее.

## Ареал вида
Северная и Центральная Италия, Греция, Балканы, Румыния, Молдова, Южная Украина, юг и центр европейской части России, Закавказье, Турция, Израиль, Иордания, Северный Ирак, Северный Иран, Афганистан, Казахстан, Центральная Азия до Гималаев.
Распространение в Восточной Европе охватывает центр и юг европейской части России. Здесь ареал вида простирается от юга лесной зоны до Кавказа, на восток — до Среднего и Южного Урала, охватывает Одесскую область Украины и полуостров Крым, Молдову, Венгрию и Румынию. Самые северные находки в центре региона зарегистрированы в городе Москве, Приокско-Террасном заповеднике в Московской области и в различных районах Тульской области. Известны также новые достоверные находки серий особей в Пензенской области. На востоке ареал к северу достигает окрестностей города Кунгур Пермской области, южных районов Удмуртии, окрестностей городов Вятка, Нолинск, Вожгалы в Кировской области. Локальная популяция зарегистрирована в Татарстане к северу от Казани. Но и в основной части ареала вид довольно локален и известен лишь по старым данным. Например, по данным С. Н. Алфераки встречался в окрестностях Таганрога (Ростовская область), а южнее, в Предкавказье вид регистрируется и в настоящее время. Также нестабильны популяции в Саратовской области, которые «обновляются» за счет мигрантов из Северного Прикаспия. Очевидно, вид, связанный местами с рудеральными биотопами, расширяет свой ареал на север. Обычен в Атырауской области Казахстана. Широко распространен на Кавказе от Адыгеи до Дагестана.

## Систематика и подвиды
Изучение внутривидовой систематики вида затруднено сильно выраженной индивидуальной изменчивостью. Результатом попыток классификации фенотипических вариантов является опубликование огромного числа подвидовых и инфраподвидовых названий.
- Euchloe ausonia maxima Verity, 1925
- Euchloe ausonia graeca (Verity, 1925)
- Euchloe ausonia pulverata (Christoph, 1884)
- Euchloe ausonia volgensis Krulikovsky, 1897
- Euchloe ausonia melisande Frühstorfer, 1908

## Среда обитания
Населяют различные луговые и другие открытые биотопы. В Центральной России встречается в луговых степях в поймах рек, на остепненных песчаных опушки леса, в песчаных степях в сосновых борах. На Западном и Центральном Кавказе, а также в Предкавказье предпочитает сухие луга с разнотравьем до высоты 1700 м над ур. м., часто с каменистыми участками, а в Нижнем Поволжье нередок по сухим злаково-разнотравным участкам степей с меловыми выходами, обычен в пойме Волги, по меловым обрывам высокого правого берега. В Астраханской области. На Кавказе встречается по умеренно и слабо увлажненным лесам предгорий п гор, аридным редколесьям, первичным и вторичным степям на высотах до 1500—2000 м. н.у.м. В Северо-западном Казахстане бабочки населяют открытую злаково-полынно-крестоцветную полупустыню, такыры, балки, где летают в большем количестве над ассоциациями цветущих крестоцветных, питаются на их цветках.

## Биология
На большей части восточно-европейского ареала развивается в двух поколениях. Лёт бабочек происходит в апреле — июне и июле — августе. В Западном Казахстане, Прикаспийской низменности, Калмыкии и на Восточном Кавказе наблюдается лишь одно поколение, имаго летают с середины апреля по начало июня. На Центральном Кавказе и в Предкавказье в конце июня наблюдался совместный лет бабочек весеннего и летнего поколения.
Самцы активно преследуют самок, затем вертикально взлетают и резко опускаются над ними, сидящими на цветке. На Кавказе бабочки питаются на различных бобовых, губоцветных растениях. В средней полосе России в последние годы встречается все чаще, как правило, по рудеральным и ксероморфным биотопам в поймах крупных рек.

## Размножение
Яйца откладываются самками на бутоны кормового растения гусеницы. Гусеница питается на цветах и развивающихся семенах. Зимует куколка.
Кормовые растения гусениц: Alyssum sp. — бурачок, Isatis tinctoria — вайда красильная, Sinapis sp. — горчица, Sisymbrium sp. — гулявник, Turritis glabra — башенница гладкая

## Замечания по охране
Включен в Красную книгу Украины (1994) (2 категория) и Саратовской области России (1996).